# Ліберті-Сентер (Огайо)
Ліберті-Сентер (англ. Liberty Center) — селище (англ. village) в США, в окрузі Генрі штату Огайо. Населення — 1108 осіб (2020).

## Географія
Ліберті-Сентер розташоване за координатами 41°26′37″ пн. ш. 84°0′28″ зх. д. / 41.44361° пн. ш. 84.00778° зх. д. (41.443543, -84.007757).  За даними Бюро перепису населення США в 2010 році селище мало площу 2,69 км², уся площа — суходіл.

## Демографія
Згідно з переписом 2010 року, у селищі мешкало 1180 осіб у 446 домогосподарствах у складі 316 родин. Густота населення становила 439 осіб/км².  Було 485 помешкань (181/км²).
Расовий склад населення:
| - 98,2 % — білих - 0,2 % — азіатів - 0,1 % — корінних американців - 0,1 % — чорних або афроамериканців |

До двох чи більше рас належало 1,2 %. Частка іспаномовних становила 3,3 % від усіх жителів.
За віковим діапазоном населення розподілялося таким чином: 30,7 % — особи молодші 18 років, 58,6 % — особи у віці 18—64 років, 10,7 % — особи у віці 65 років та старші. Медіана віку мешканця становила 33,9 року. На 100 осіб жіночої статі у селищі припадало 97,3 чоловіків;  на 100 жінок у віці від 18 років та старших — 96,2 чоловіків також старших 18 років.
Середній дохід на одне домашнє господарство  становив 63 734 долари США (медіана — 57 361), а середній дохід на одну сім'ю — 74 743 долари (медіана — 68 162). За межею бідності перебувало 8,3 % осіб, у тому числі 10,4 % дітей у віці до 18 років та 1,5 % осіб у віці 65 років та старших.
Цивільне працевлаштоване населення становило 563 особи. Основні галузі зайнятості: виробництво — 31,4 %, освіта, охорона здоров'я та соціальна допомога — 28,1 %, роздрібна торгівля — 9,9 %, будівництво — 8,2 %.